# Амховая 1
Амхова́я 1 (бел. Амхавая 1) — деревня в составе Подгорьевского сельсовета Могилёвского района Могилёвской области Белоруссии.

## Географическое положение
Ближайшие населённые пункты: Голени 2, Амховая 2.

## Население
- 1999 год — 319 человек
- 2010 год — 325 человек